# Ильенко, Сергей Михайлович
Сергей Михайлович Ильенко (1847—1918) — известный луганчанин, общественный деятель, меценат.
Сергей Михайлович Ильенко родился в 1847 году в семье дворянина, коллежского советника Михаила Ивановича Ильенко и дворянки — Августины Афанасьевны, урожденной Зеленской. Отец, Михаил Ильенко, в середине XIX века преподавал в Казанском университете, входил в число друзей Н.А. Некрасова. И отец, и мать владели деревнями в Змиевском уезде Харьковской губернии: у Михаила Ивановича — имение в селе Булацеловка, Августина Афанасьевна получила в приданое деревню Зелёная. 

С 1865 по 1870 годы Сергей учился на юридическом факультете Харьковского университета. С 1870 года служил в Одесском окружном суде, был судебным следователем и дослужился до чина губернского секретаря.

После учёбы в Казанском университете был направлен на службу в посёлок Луганский (ныне город Луганск). В 1880-х годах Ильенко строит дом в Луганске, в Натальевский переулке, а затем покупает имение в селе Макаров Яр (ныне — село имени коммуниста Александра Яковлевича Пархоменко) в Краснодонском районе Луганщины в 40 км к востоку от Луганска. После большевистского переворота 1917 года Сергей Михайлович был вынужден уехать из Луганска. Последний год жизни он провел в Ростове-на-Дону, и в 1918 году, в возрасте 70 лет умер. Похоронен на городском кладбище Ростова.

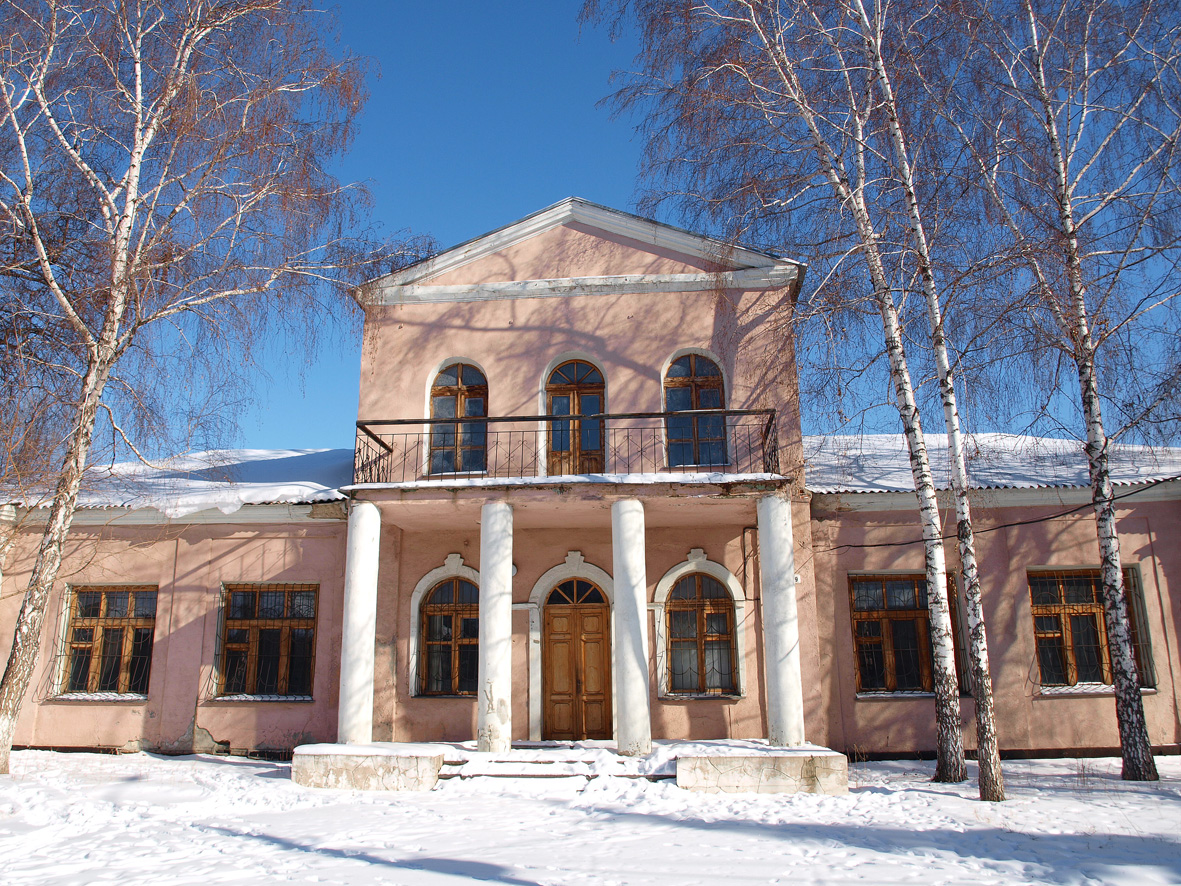
Дом Сергея Ильенко (Натальевский переулок, 9)

Сергей Ильенко был активным общественным деятелем, известным как:
- предводитель Славяносербского уездного дворянства (избран в 1890 г.),
- член Луганской городской Думы,
- Председатель Луганского комитета Красного Креста.

Хорошо известна меценатская деятельность Сергея Михайловича. Сергей Ильенко вложил свои денежные средства в строительство железнодорожной линии, соединяющей уездный город Славяносербск через посёлок Луганское с железнодорожной станцией Миллерово и построил станцию, впоследствии названную его именем «железнодорожная станция Ильенко». С именем Сергея Ильенко связано также строительство в селе Макаров Яр первой школы и больницы. Больница была открыта в 1900 году, она обслуживала крестьян со всей округи.
В 2012 году исполнилось 165 лет со дня рождения Сергея Ильенко, о чём размещено соответствующий материал на сайте Луганской областной научной библиотеки в разделе «Знаменательные даты Луганщины 2012 год». Именем Сергея Михайловича назвали железнодорожную станцию «Ильенко» и биостанцию «Ново-Ильенко». Название биостанции является производной от названия железнодорожной станции. Дом Сергея Ильенко на Натальевском переулке решением исполкома Луганского облсовета № 54 от 20.02.1992 г. стал памятником архитектуры и градостроительства и взят на государственный учёт. Сейчас этот дом площадью 174 м² находится в собственности территориальной общины города Луганское и там находится редакция издания «Жизнь Луганска».